# Isola Chiesa
L'isola Chiesa è un'isola del mar Tirreno situata nelle immediate vicinanze dell'isola di La Maddalena, nella Sardegna nord-orientale, da cui è collegata con un ponte Bailey, rinnovato nel 2016 dalla Brigata Sassari.
Appartiene amministrativamente al comune di La Maddalena e si trova all'interno del parco nazionale dell'Arcipelago di La Maddalena. 
Nell'isola vi sono alcuni edifici di proprietà del Ministero della difesa - che ne controlla gli accessi tramite il ponte - e un faro di segnalazione.